# Estação Ferroviária de Moura
A Estação Ferroviária de Moura é uma interface encerrada do Ramal de Moura, que servia a localidade de Moura, na região do Alentejo, em Portugal. Entrou ao serviço em 27 de Dezembro de 1902, e foi encerrada em 1990.

## História

### Planeamento, inauguração e primeiros anos
Originalmente, o ramal que saía de Beja não incluía a passagem por Moura, tendo sido planeado como uma linha internacional até Huelva, passando por Pias e Paymogo. Porém, em 1902 foi publicado o Plano Geral da Rede Ferroviária, que modificou o traçado deste ramal, então conhecido como Linha do Sueste, de forma a girar para Norte em Pias e terminar em Moura. Em Moura terminaria igualmente a Linha do Guadiana, que sairia de Évora e passaria por Reguengos de Monsaraz e Mourão, criando desta forma uma rede circular entre as duas capitais alentejanas.
Em 3 de Maio de 1902, a Direcção do Sul e Sueste dos Caminhos de Ferro do Estado marcou para o dia 31 desse mês o concurso para a construção da estação de Moura, com a correspondente retrete e fossa. Entretanto, em 30 de Maio foi marcado para o mês seguinte o concurso para construir um prédio para habitação do pessoal na estação de Moura. Em 16 de Dezembro desse ano, a Gazeta dos Caminhos de Ferro noticiou que iria ser em breve inspeccionado o lanço entre Pias e Moura, prevendo-se que iria entrar ao serviço em 27 de Dezembro desse ano. O projecto para este troço, datado de 11 de Novembro de 1899 e aprovado por uma portaria de 23 de Abril de 1900, foi elaborado pelo condutor Effigenio Antonio, tendo a sua construção sido autorizada por uma portaria de 15 de Junho do mesmo ano. Incluiu desde logo a gare de Moura, de segunda classe, com um cais coberto e outro descoberto, um edifício para cocheira para carruagens, armazenamento de madeiras e habitação do pessoal, e uma ponte de inversão para locomotivas. Para a construção da estação, a câmara de Moura doou as expropriações, e ofereceu a quantia de 1:000.000$000 Réis, para a qual contraiu um empréstimo. O engenheiro Magalhães Braga, que estava a dirigir as obras, alterou o traçado original do ramal, de forma a aproximar a estação da vila, e alongou o alinhamento da via no local em que seria instalada. Nessa altura, as obras da estação de Moura ainda não estavam concluídas, mas considerou-se que devido à proximidade da vila, o ramal podia entrar ao serviço na data prevista.
Como previsto, o lanço entre Pias e Moura entrou ao serviço em 27 de Dezembro de 1902.
Em 1913, a estação de Moura era servida por carreiras de diligências até Safara, Amareleja e Sobral da Adiça.

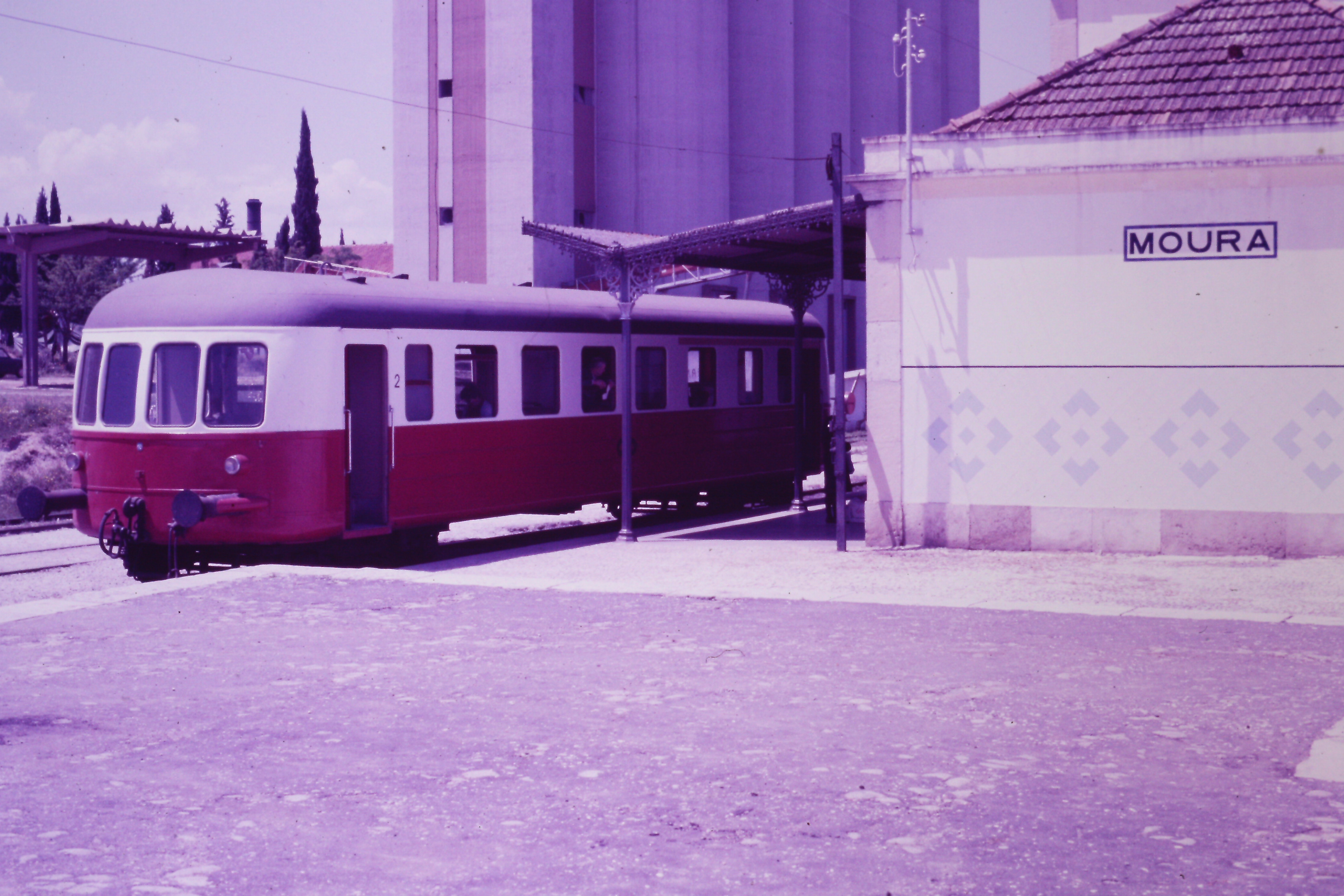
Estação de Moura em 1986

### Encerramento e reconversão
Nos finais da década de 1980, a operadora Caminhos de Ferro Portugueses ponderou o encerramento do ramal, medida que foi justificada pela necessidade de reduzir as despesas. Porém, esta decisão não foi bem aceite pela população, e em 1 de Agosto de 1988 a União dos Sindicatos de Beja organizou uma manifestação em frente à estação de Moura, que reuniu algumas centenas de pessoas. Foi aprovada uma moção, assinada igualmente por vários autarcas no distrito de Beja, onde se exigiu ao conselho de administração da empresa para não encerrar o tráfego ferroviário até Moura. Esta moção foi depois apresentada à delegação local da operadora e ao Governador Civil de Beja, Branco Malveiro. Nessa época, a linha férrea ainda tinha uma grande importância como escoamento das sementes de trigo e cevada produzidas da margem oriental do Rio Guadiana, que eram armazenadas em Moura e depois transportadas por caminho de ferro até Beja. Porém, o Ramal de Moura foi encerrado em 2 de Janeiro de 1990, no âmbito de um programa de reestruturação da empresa Caminhos de Ferro Portugueses.
Após o encerramento, a estação ficou devoluta até aos princípios da década de 2020, quando se iniciou um plano para o reaproveitamento das antigas instalações, orçado em 600 mil Euros, e que contou com o apoio de fundos comunitários, ao abrigo do Programa Operacional Regional Alentejo 2020. Assim, em 10 de Dezembro de 2021 foi inaugurada a Estação Intermodal de Moura, ocupando o antigo edifício da gare ferroviária. tendo o piso térreo sido transformado num espaço de apoio a uma paragem de autocarros, com bilheteiras, uma sala de espera, sanitários e uma cafetaria, enquanto que o primeiro andar foi ocupado por instalações do rádio Planície e do jornal A Planície. O contrato incluiu a cedência à autarquia de vários partes do património histórico e cultural, que foram restaurados e reutilizados como elementos decorativos. Nesse dia foi igualmente entregue à autarquia de Moura o contrato de subconcessão celebrado com a divisão de património da empresa Infraestruturas de Portugal, para usufruto privativo do lanço entre os PK 203+975 e o PK 212+582 do Ramal de Moura, no sentido de permitir a sua reconversão numa ecopista.

## Referências literárias

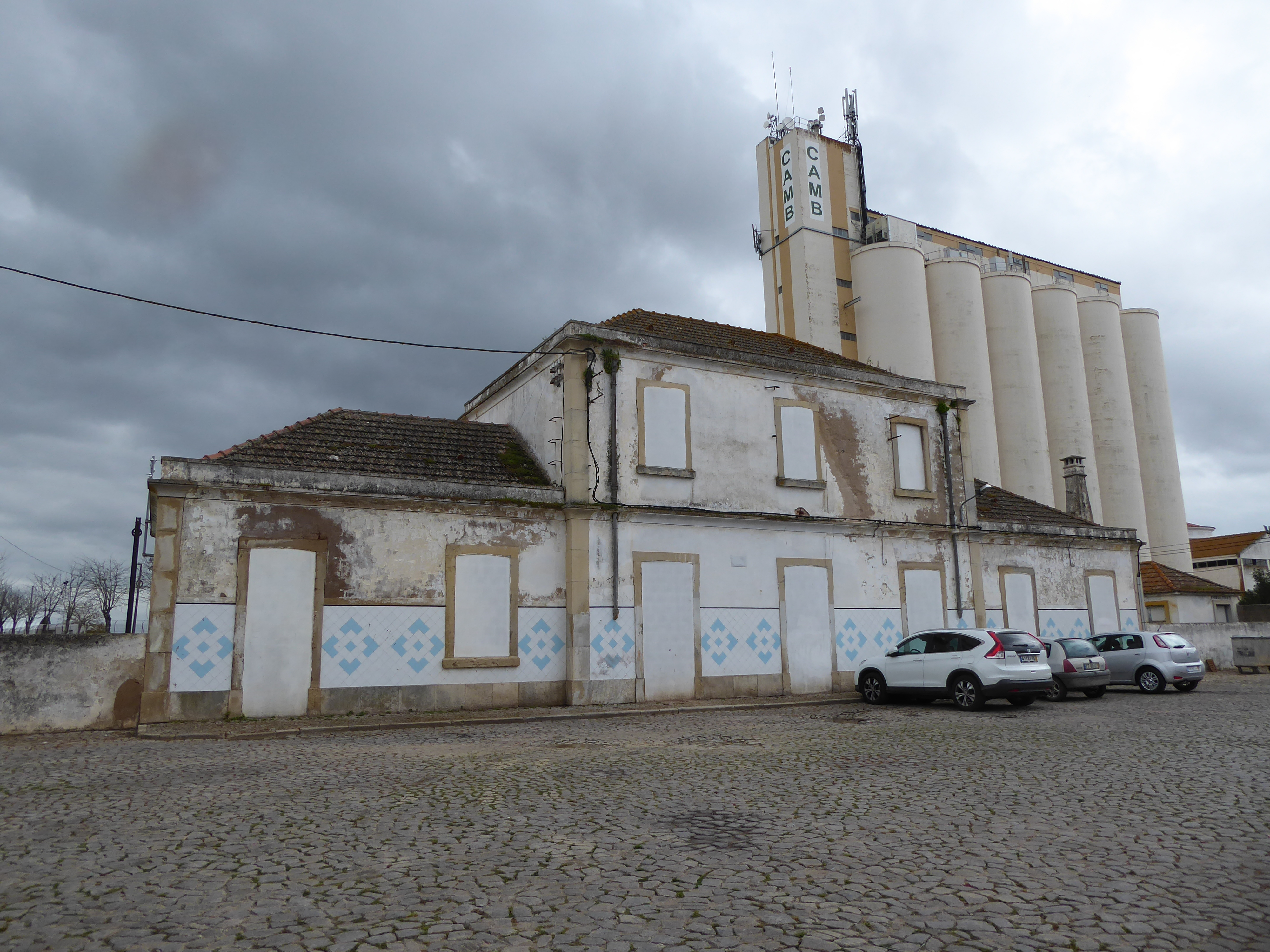
Lado da rua da estação de Moura, em 2016